# Белая Поляна
Белая Поляна — деревня в Дальнеконстантиновском районе Нижегородской области. Входит в состав Богоявленского сельсовета.

## География
Находится в 8 км от Дальнего Константинова и в 54 км от Нижнего Новгорода.

## История
В «Списке населенных мест» Нижегородской губернии по данным за 1859 год значится как владельческая деревня при ключе Белом и колодцах в 55 верстах от Нижнего Новгорода. В деревне насчитывалось 30 дворов и проживало 188 человек (84 мужчины и 104 женщины). В национальном составе населения преобладали терюхане.

## Население
| 2002 | 2010 |
| ---- | ---- |
| 35   | ↘10  |

Национальный состав
Согласно результатам переписи 2002 года, в национальной структуре населения русские составляли 100 % из 35 человек.